# 뻔뻔한 딕 & 제인
《뻔뻔한 딕 & 제인》(영어: Fun With Dick And Jane)은 2005년 미국의 코미디 영화이다. 같은 원제를 공유하는 1977년작 영화 《폭소 대소동》의 현대판 리메이크 작품으로, 짐 캐리, 테이아 레이오니, 앨릭 볼드윈, 리처드 젱킨스가 출연하고, 딘 패리소 감독이 연출했다. 영화는 엇갈린 평가를 받았다.
《라이어 라이어》(1997)와 《그린치》(2000)를 잇는, 제작자 브라이언 그레이저와 짐 캐리의 세 번째 협업작이다.

## 줄거리
2000년 딕은 미디어 대기업 글로보다인 홍보 부문 부사장으로 승진한다. 딕의 권유로 아내 제인은 다니던 여행사를 그만둔다.
그러나 부임 첫날 딕은 텔레비전 인터뷰 중에 CEO 잭이 본인 소유 회사 주식 80%를 몰래 팔아치웠다는 사실을 알게 된다. 회사 주가는 바닥을 치고, 파산이 공포되고, 딕을 비롯한 전체 직원이 직장과 연금을 잃는다.
글로보다인 몰락과 함께 나라 전체가 불경기에 허덕이고, 명예가 손상된 딕은 업계에서 재취업이 되지 않는다. 연금, 저축, 투자 전부 이젠 쓸모없어진 글로보다인 주식에 묶여있어 자산이 부재하는 상황이 되면서 딕과 제인은 주택 융자금조차 내지 못한다.
딕과 제인은 각자 마트 직원과 운동 강사로 취직하지만 빠르게 해고 당한다. 수도, 가스, 전기마저 끊기자 전당포에 집안 물건들을 넘기고, 딕은 불법 이민자들과 어울려 일하다가 연방 이민귀화국에 붙잡혀 멕시코로 추방 당한다.
몰래 다시 국경을 넘어 돌아온 딕은 은행이 퇴거 통지서를 보내자 범죄로 눈을 돌리고, 제인에게 자신을 도와달라고 설득한다. 딕과 제인은 마약 가게를 시작으로 한바탕 강도짓을 저지르고 다닌다.
둘이 한 은행을 털려는 참에 마침 전 글로보다인 직원 피터슨 부부가 나타나 어설프게 강도 행각을 시도하다가 붙잡혀간다. 딕과 제인은 소동 중에 무사히 탈출하고, 딕은 좋은 사람들이었던 동료들이 자신들처럼 각종 범법 행위를 저지르다가 적발되었다는 뉴스를 접한다.
곧 딕은 예전 인터뷰가 빌미가 되어 기소 위기에 처한다. 잭에게서 입막음비로 천만 달러를 받았던 CFO 프랭크는 잭이 글로보다인 자산 4억 달러를 횡령했으며 이를 해외 계좌로 빼돌리려고 계획하고 있다는 사실을 알려준다. 딕, 제인, 프랭크는 중간에 송금 신청 서류를 바꿔치기하여 해당 돈이 프랭크가 개설한 계좌에 이체되게 만들려고 한다. 이들의 술수는 도중 잭에게 들켜버리지만, 그럼에도 딕은 잭에게 자신이 그간 당한 것에 대한 보상금을 어떤 식으로든 받아야겠다고 강경하게 버티고, 잭은 그 자리에서 수표를 써준다.
그러나 이는 잭의 서명을 얻어내기 위한 딕의 계략이었다. 딕은 미술 전공자인 제인이 잭의 서명을 위조한 새 서류를 이미 잭이 제출했던 서류와 또 한 번 바꿔치기 시도하고, 이번엔 성공한다. 다음날 잭은 4억 달러가 글로보다인 옛 직원들에게 연금을 제공하는 신탁 기금으로 넘어갔다는 사실을 알게 된다.
딕은 기소를 피하고, 잭의 순자산은 2,238.04 달러가 된다.

## 출연
- 짐 캐리 - 딕 하퍼 역
- 테이아 레이오니 - 제인 하퍼 역
- 앨릭 볼드윈 - 잭 매캘리스터, CEO 역
- 리처드 젱킨스 - 프랭크 배스콤, CFO 역
- 앤지 하먼 - 버로니카 클리먼 역
- 존 마이클 히긴스 - 가스, 친구 역
- 리처드 버기 - 조 클리먼 역
- 칼로스 제이콧 - 오즈 피터슨 역
- 스테프니 위어 - 데비 피터슨 역
- 데이비드 허먼 - 성난 고객 역 (목소리)
- 에런 마이클 드로진 - 빌리 하퍼 역
- 글로리아 개러유아 - 블랭카 역
- 제이슨 마즈든 - 편의점 점원 역
- 클린트 하워드 - 이민귀화국 요원 역
- 빈센트 큐러톨라 - 딕의 이웃 역 (크레디트 미기재)
- 제프 갈린 - 피라미드 테크 CEO 역 (크레디트 미기재)
- 크리스털 더 멍키 - 실험용 원숭이 역
- 팀 샤프 - 잭의 비서 역
- 로리 멧캐프 - 필리스 역
- 제임스 휘트모어 - 장난감 가게 경비원 역
- 랠프 네이더 - 본인 역
- 킴 휘틀리 - 루시 역

## 기타 제작진
- 공동 제작: 킴 로스
- 협력 제작: 린다 필즈 힐
- 배역: 데브라 제인
- 미술: 배리 로비슨
- 의상: 줄리 와이스
- 조감독: 데이비드 사디, 에릭 셔먼, 리처드 오즈월드

## 사운드트랙
| 순서 | 제목                                                      |
| ---- | --------------------------------------------------------- |
| 1.   | "Ameribank Robbery"                                       |
| 2.   | "Job Calls"                                               |
| 3.   | "Office Chaos"                                            |
| 4.   | "Black Jack"                                              |
| 5.   | "Main Title"                                              |
| 6.   | "51st Floor"                                              |
| 7.   | "Jane Quits"                                              |
| 8.   | "Quad Slide"                                              |
| 9.   | "Race For The Job"                                        |
| 10.  | "I.N.S."                                                  |
| 11.  | "Illegal Immigration"                                     |
| 12.  | "Sleeping Beauty"                                         |
| 13.  | "Got The Yard Back"                                       |
| 14.  | "The Insects Are All Around Us" (Performed by Money Mark) |
| 15.  | "Need A Good Wheelman"                                    |
| 16.  | "Escape From The Headshop"                                |
| 17.  | "Bank Plan"                                               |
| 18.  | "Grand Cayman Bank"                                       |
| 19.  | "The Big Stall"                                           |
| 20.  | "Gun Pull"                                                |
| 21.  | "Starbucks Hit"                                           |
| 22.  | "400 Million Dollars"                                     |
| 23.  | "End Credits"                                             |

### 사운드트랙 미포함 곡 목록
1. "I Believe I Can Fly" - R. 켈리
2. "Smooth Operator" - 샤데이
3. "Right Place Wrong Time" - 닥터 존
4. "What I Got" - 서블라임
5. "Sandstorm" - 다러데
6. "Why Me Lord" - 조니 캐시
7. "Wedding" - 랜디 뉴먼
8. "Time Bomb" - 랜시드
9. "Uncontrollable Urge" - 디보
10. "Insane in the Brain" - 사이프러스 힐
11. "Alive & Amplified" - 더 무니 스즈키
12. "The Best Things in Life Are Free" - 샘 쿡